# ویکو (تگزاس)
ویکو (به انگلیسی: Waco) شهری است در ایالت تگزاس از کشور ایالات متحده آمریکا.
در سال ۲۰۰۶ جمعیت آن در محدوده شهری ۱۲۰٬۴۸۵ نفر تخمین زده شد.

## دانشگاه‌ها
- دانشگاه بیلور

## وبگاه‌ها
- شهرداری ویکو